# Cachir
Le cachir (ou Kachir) est un saucisson traditionnel algérien préparé principalement à base de bœuf.

## Étymologie et origine
Ce saucisson typique de la cuisine d'Algérie,, porte le nom de cachir qui provient de l'arabe algérien désignant le terme casher, qui vient de l'hébreu et qui signifie « apte à la consommation ». Lors de la colonisation française en Algérie, les juifs et les musulmans algériens différenciaient leur charcuterie par le mot cachir qui s'oppose aux charcuteries des colons français ou espagnols, à base de porc, importées en Algérie.

## Description
Ce saucisson traditionnel, qui présente l'aspect et de nombreuses similitudes gustatives avec un cervelas européen, est fait à base de bœuf ou encore de poulet, mais jamais de porc ; il est assez souvent utilisé pour garnir des sandwiches ou fourrer des chaussons.